# Lunteren
Lunteren kisváros Gelderlandban, Hollandiában. Vasútállomása az Amersfoort és Ede közötti vonalon található.
Három konferenciaközpont is van a közelben, köztük a Het Bosgoed, amely leginkább tudományos konferenciáknak ad otthont, és a De Werelt Congress Hotel.
A falutól északkeletre található Hollandia földrajzi középpontja.
Lunteren 1818-ig volt önálló település, amikor is egyesült Ede várossal.

## Fordítás
- Ez a szócikk részben vagy egészben  a   Lunteren című angol Wikipédia-szócikk ezen változatának fordításán alapul.  Az eredeti cikk szerkesztőit annak laptörténete sorolja fel. Ez a jelzés csupán a megfogalmazás eredetét és a szerzői jogokat jelzi, nem szolgál a cikkben szereplő információk forrásmegjelöléseként.